# Too Cute Crisis
Too Cute Crisis (カワイスギクライシス?, Kawaisugi Kuraishisu, lett. "Crisi di eccessiva tenerezza") è un manga shōnen scritto e disegnato da Mitsuru Kido, pubblicato dalla Shūeisha su Jump Square a partire dal 4 ottobre 2019. Dal manga è stata tratta una serie animata curata da SynergySP, trasmessa dal 7 aprile al 23 giugno 2023.

## Trama
Liza Luna è un'aliena proveniente dal pianeta Azatos, la cui civiltà estremamente avanzata è riuscita a colonizzare numerosi pianeti; l'intenzione degli alieni è ispezionare il pianeta Terra per poi invaderlo, o — nel caso le conoscenze della popolazione risultino inadeguate e insoddisfacenti — distruggerlo. È proprio questa l'intenzione di Liza, fino a quando, dopo essersi per caso fermata in un cat cafè per studiare il cibo umano, scopre l'esistenza dei gatti, animali che non sono presenti in nessun altro pianeta e che trova incredibilmente carini.
Tra essi cura e finisce per adottare Yozora, un micetto nero malnutrito che era stato abbandonato sotto la pioggia; l'amore di Liza per i gatti e il desiderio di scoprire sempre di più sulla civiltà terrestre contagia a poco a poco tutti gli altri membri della squadra di ricerca di cui Liza fa parte, mentre allo stesso tempo i ragazzi che lavorano nel cat cafè vengono a conoscenza della civiltà Azatos.

## Media

### Manga
Il manga, scritto e disegnato da Mitsuru Kido, viene serializzato dal 4 ottobre 2019 sulla rivista Jump Square edita da Shūeisha. I capitoli vengono raccolti in volumi tankōbon dal 3 aprile 2020. Tra luglio e ottobre 2021 sono stati pubblicati quattro vomic sul canale YouTube ufficiale di Jump Square per promuovere la serie, con Yumiri Hanamori che doppia il personaggio di Liza Luna. Ad aprile 2025 sono stati pubblicati 11 volumi.

#### Volumi
| Nº | Data di prima pubblicazione | Data di prima pubblicazione | Data di prima pubblicazione |
| Nº | Giapponese                  | Giapponese                  |                             |
| -- | --------------------------- | --------------------------- | --------------------------- |
| 1  | 3 aprile 2020               | ISBN 978-4-08-882262-4      |                             |
| 2  | 2 ottobre 2020              | ISBN 978-4-08-882442-0      |                             |
| 3  | 2 aprile 2021               | ISBN 978-4-08-882605-9      |                             |
| 4  | 4 ottobre 2021              | ISBN 978-4-08-882811-4      |                             |
| 5  | 4 aprile 2022               | ISBN 978-4-08-883084-1      |                             |
| 6  | 4 ottobre 2022              | ISBN 978-4-08-883265-4      |                             |
| 7  | 4 aprile 2023               | ISBN 978-4-08-883457-3      |                             |
| 8  | 4 ottobre 2023              | ISBN 978-4-08-883672-0      |                             |
| 9  | 4 aprile 2024               | ISBN 978-4-08-883892-2      |                             |
| 10 | 4 ottobre 2024              | ISBN 978-4-08-884214-1      |                             |
| 11 | 4 aprile 2025               | ISBN 978-4-08-884462-6      |                             |

### Anime

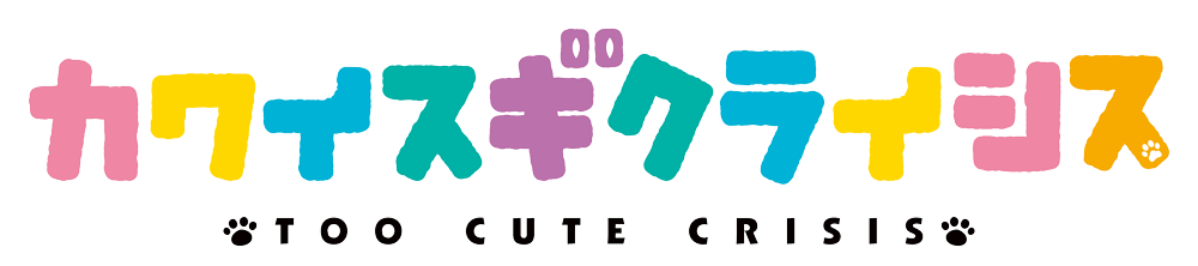
Logo della serie

Un adattamento anime prodotto da SynergySP è stato annunciato il 27 settembre 2022. La serie è diretta da Jun Hatori, con la sceneggiatura scritta da Aya Satsuki, il character design curato da Mayumi Watanabe, colonna sonora composta da Shun Narita e Yūsuke Seo e con Yumiri Hanamori che è tornata a ricoprire il ruolo di Liza Luna. La serie è stata trasmessa in Giappone dal 7 aprile al 23 giugno 2023 su Tokyo MX e altre reti. La sigla d'apertura è Space Cat Big Bang (スペースキャットビッグバン?, Supēsu Kyatto Biggu Ban) di Chogakusei mentre quella di chiusura è Nyanbori de moffi!! (にゃんぼりーdeモッフィー!!?) dei Dialogue+. Sentai Filmworks ha concesso in licenza la serie per gli Stati Uniti d'America e l'ha trasmessa in streaming su Hidive. In Italia i diritti dell'anime sono stati acquistati da Yamato Video che l'ha pubblicato in simulcast sottotitolato sul canale Anime Generation di Prime Video.

#### Episodi
| Nº | Titolo italiano Giapponese 「Kanji」 - Rōmaji | In onda        | In onda |
| Nº | Titolo italiano Giapponese 「Kanji」 - Rōmaji | Giapponese     |         |
| 1  | Assurdo 「アリエナイ」 - Arienai              | 7 aprile 2023  |         |
| 2  | Intrappolata 「デラレナイ」 - Derarenai       | 14 aprile 2023 |         |
| 3  | Inammissibile 「ユズラナイ」 - Yuzuranai      | 21 aprile 2023 |         |
| 4  | Incomprensibile 「ワカラナイ」 - Wakaranai    | 28 aprile 2023 |         |
| 5  | Favoritismo 「オキニメス」 - Okinimesu        | 5 maggio 2023  |         |
| 6  | Capibalama 「カピバラマ」 - Kapibarama        | 12 maggio 2023 |         |
| 7  | Rientrare 「キカンセヨ」 - Kikanseyo          | 19 maggio 2023 |         |
| 8  | Predestinato 「メグリアイ」 - Meguriai        | 26 maggio 2023 |         |
| 9  | Isolato 「ヒカゲモノ」 - Hikagemono           | 2 giugno 2023  |         |
| 10 | Popolare 「ダイニンキ」 - Daininki            | 9 giugno 2023  |         |
| 11 | Guerrieri 「センシタチ」 - Senshi-tachi       | 16 giugno 2023 |         |
| 12 | Troppo carini 「カワイスギ」 - Kawaisugi      | 23 giugno 2023 |         |

## Accoglienza
Nel 2020 il manga è stato uno dei 50 candidati al 6° Next Manga Award nella categoria cartacea.